# Trzęsienie ziemi w Canterbury (2010)
Trzęsienie ziemi w Canterbury (2010) – trzęsienie ziemi o magnitudzie 7,1 w skali Richtera, które nawiedziło region administracyjny Canterbury w Nowej Zelandii 4 września 2010 o 4:35 czasu lokalnego.
Trzęsienie ziemi spowodowało znaczące szkody oraz przerwy w dostawie prądu, zwłaszcza w mieście Christchurch.